# Igorina
Igorina es un género de foraminífero planctónico de la familia Truncorotaloididae, de la superfamilia Globorotalioidea, del suborden Globigerinina y del orden Globigerinida. Su especie tipo es Globorotalia tadjikistanensis. Su rango cronoestratigráfico abarca desde el Selandiense (Paleoceno medio) hasta el Luteciense inferior (Eoceno medio).

## Descripción
Igorina incluía especies con conchas trocoespiraladas, de forma biconvexa lenticular o gotiforme, en ocasiones umbilico-convexa o espiro-convexa; sus cámaras eran subtriangulares en el lado umbilical y seleniformes en lado espiral; sus suturas intercamerales eran muy poco incididas; su contorno ecuatorial era circular, y poco o nada lobulado; su periferia era redondeada a subaguda, en ocasiones con carena poco desarrollada (pseudocarena); su ombligo era pequeño; su abertura principal era interiomarginal, umbilical-extraumbilical, con forma de arco bajo asimétrico; presentaban pared calcítica hialina, macroperforada con poros en copa, y superficie muricada.

## Discusión
Clasificaciones posteriores han incluido Igorina en la familia Truncorotaloidinoidea.

## Paleoecología
Igorina incluía especies con un modo de vida planctónico, de distribución latitudinal cosmopolita, preferentemente tropical-subtropical, y habitantes pelágicos de aguas intermedias (medio mesopelágico superior).

## Clasificación
Igorina incluye a las siguientes especies:
- Igorina albeari †
- Igorina broedermanni †, también considerada como Pearsonites broedermanni
- Igorina convexa †
- Igorina tadjikistanensis †

Otras especies consideradas en Igorina son:
- Igorina lodoensis †, también considerada como Pearsonites lodoensis
- Igorina pusilla †, también considerada como Morozovella pusilla
- Igorina trichotrocha †